# كريستوفر تي هيل
كريستوفر تي هيل (بالإنجليزية: Christopher T. Hill) هو فيزيائي أمريكي، ولد في 19 يونيو 1951 في نيناه في الولايات المتحدة.